# Rzekotka śródziemnomorska
Rzekotka śródziemnomorska (Hyla meridionalis) – gatunek płaza bezogonowego z rodziny rzekotkowatych (Hylidae).

## Morfologia
Rzekotka ta jest bardzo podobna do rzekotki drzewnej (H. arborea). Jest małym, zaledwie kilkucentymetrowym płazem, mierzącym około 5 cm. Ma delikatne, smukłe i proporcjonalne ciało. Jej tylne nogi są długie, przystosowane do skoków. Palce rzekotki zakończone są okrągłymi, lepkimi przylgami służącymi do chodzenia po gładkich pionowych powierzchniach (może się wspinać nawet po pionowych szybach). Błony pławne na jej nogach są krótkie. Grzbiet ma zwykle jasnozielony, jaśniejszy niż u rzekotki drzewnej. Najważniejszą cechą odróżniającą rzekotkę śródziemnomorską od drzewnej jest brak ciemnego pasa biegnącego wzdłuż boków.

## Występowanie
Rzekotka śródziemnomorska żyje na południu i w centrum Hiszpanii, w Portugalii, w północno-zachodniej Afryce (Algieria, Maroko, hiszpańskie posiadłości w Afryce Północnej). Introdukowane populacje występują na Wyspach Kanaryjskich, Maderze, Balearach, na południu Francji, północno-zachodnim wybrzeżu Włoch i w Monako.
Badania wykazały, że gatunek ten pochodzi z północno-zachodniej Afryki, zaś populacje z kontynentalnej Europy i śródziemnomorskich wysp zostały introdukowane jeszcze w czasach antycznych. Do końca nie jest pewne i wymaga dalszych badań jedynie pochodzenie populacji z południa Półwyspu Iberyjskiego; może ona pochodzić z naturalnego rozprzestrzeniania się gatunku, choć wpływ ludzki wydaje się bardziej prawdopodobny.

## Ekologia
Żyje w dolinach rzecznych i na wilgotnych obniżeniach terenu. Rzekotka śródziemnomorska prowadzi podobny tryb życia jak rzekotka drzewna. Samce tej rzekotki zbierają się w grupy i terkoczą po każdym zmierzchu.